# Березівська волость (Єлисаветградський повіт)
Березівська волость — історична адміністративно-територіальна одиниця Єлисаветградського повіту Херсонської губернії.
Станом на 1886 рік складалася з єдиного поселення, єдиної сільської громади. Населення — 1807 осіб (894 чоловічої статі та 913 — жіночої), 408 дворових господарств.
|                     | Площа, десятин | У тому числі орної, дес. |
| ------------------- | -------------- | ------------------------ |
| Сільських громад    | 7195           | 4792                     |
| Приватної власності | —              | —                        |
| Казенної власності  | 3184           | 670                      |
| Іншої власності     | 120            | 120                      |
| Загалом             | 10497          | 5582                     |

Найбільші поселення волості:
- Березівське — село при річці Березівка за 80 верст від повітового міста, 1886 осіб, 408 дворів, православна церква, школа, 2 лавки, постоялий двір, базари по неділях.